# Liga Mistrzów Strongman 2008: Kokkola
Liga Mistrzów Strongman 2008: Kokkola – indywidualne, siódme w 2008 r. zawody
siłaczy z cyklu Ligi Mistrzów
Strongman.
Data: 28, 29 sierpnia 2008 r.

Miejsce: Kokkola  Finlandia
WYNIKI ZAWODÓW:
| Miejsce | Zawodnik          | Kraj              | Punkty |
| ------- | ----------------- | ----------------- | ------ |
| 1.      | Michaił Koklajew  | Rosja             | 61     |
| 2.      | Žydrūnas Savickas | Litwa             | 57     |
| 3.      | Ervin Katona      | Serbia            | 48     |
| 4.      | Jarno Hams        | Holandia          | 39     |
| 5.      | Brad Dunn         | Stany Zjednoczone | 35     |
| 6.      | Agris Kazeļņiks   | Łotwa             | 33     |
| 7.      | Serhij Koniuszok  | Ukraina           | 31     |
| 8.      | Farzad Mousakhani | Iran              | 29     |
| 9.      | Simon Sulaiman    | Syria             | 27     |
| 10.     | Pekka Halonen     | Finlandia         | 24     |